# توماس روبنسون
توماس روبنسون (بالإنجليزية: Thomas Robinson)‏ (و. 1790 – 1873 م) هو رجل دين، ومستشرق، من مملكة بريطانيا العظمى، توفي عن عمر يناهز 83 عاماً.